# Holopterus
Holopterus é um gênero de coleóptero da tribo Holopterini (Cerambycinae); compreende três espécies, com ocorrência na Argentina e Chile.

## Sistemática
- Ordem Coleoptera
  - Subordem Polyphaga
    - Infraordem Cucujiformia
      - Superfamília Chrysomeloidea
        - Família Cerambycidae
          - Subfamília Cerambycinae
            - Tribo Holopterini
              - Gênero Holopterus (Blanchard, 1851)
                - Holopterus annulicornis (Philippi & Philippi, 1859)
                - Holopterus chilensis (Blanchard, 1851)
                - Holopterus laevigatus (Philippi & Philippi, 1859)